# 未来教授サワムラ
未来教授サワムラ（みらいきょうじゅさわむら）は、フジテレビで2007年10月19日から2008年4月4日まで半年に渡り放送されていたバラエティ番組である。

## 番組概要
- 舞台は2107年、100年前（つまり現代）の流行のルーツを探るバラエティ番組。
- 放送日時は毎週金曜日25:05-25:35。(初回は25:45-26:15)
- 過去に特番として放送された。(放送日時は2007年5月21日の24:55-25:45。)
- 番組の最後に取り上げられたテーマの未来について専門家が予想する。
- 日産自動車一社提供の番組。
- 2008年4月11日から番組名を「未来教授サワムラZ」に改め、ゲスト枠を廃止し新たにビビる大木がレギュラーになる。番組内容も「気になる力・確率・BGM」の3つのテーマを放送する内容に変更。

## 出演者

### 司会
- 教授:沢村一樹
- 助手:大島由香里（当時フジテレビアナウンサー）
- 第2助手:小出由華
- 第5助手:亜希子

### ゲストとテーマ
パイロット版

「エロカッコいい」　ルーツ:ジェームズ・ディーン

「ブログ」　ルーツ:清少納言の枕草子

「ちょい不良オヤジ」　ルーツ:一休宗純
- ラサール石井
- 前田健
- 柳原可奈子

第1回「イケメン」

ルーツ:阿倍仲麻呂
- ラサール石井
- 岩井志麻子
- さとう珠緒
- 亜希子

第2回「萌え」

ルーツ:聖徳太子
- ラサール石井
- スピードワゴン
- 小倉優子

第3回「アイメイク」
- ビビる大木
- 城咲仁
- 夏川純

第4回「ダイエット」
- ビビる大木
- 友近
- ヘリョン

第5回「UMA」
- 次長課長
- 高木美保
- 木下優樹菜

第6回「マジック」
- 東貴博
- 次長課長
- スザンヌ
- ぺる

第7回「UFO」
- 千原ジュニア
- 平山あや
- SHEILA
- 亜希子
- 横倉三郎 (明星大学物性研究センター)

第8回「動物アイドル」

ルーツ:象のジャンボ
- ペナルティ
- 松本伊代
- 東原亜希
- 津田覚 (なめ猫の仕掛け人)

第9回「裸芸人」

ルーツ:元祖ムキムキマン
- 島崎俊郎
- カンニング竹山
- 岩井志麻子
- 亜希子
- 元祖爆笑王

第10回「クリスマスイヴの恋人とのH」

ルーツ:松任谷由実の「恋人がサンタクロース」
- FUJIWARA
- 西川史子
- 植松晃士
- 下川耿史
  - 大島出演による1991年のクリスマスを再現したVTRを放送。

新春SP「キスシーン」

ルーツ:メイ・アーウィンとジョン・C・ライスの接吻 日本の場合は「はたちの青春」
- 石田純一
- ビビる大木
- 次長課長
- 前田健
- 井上和香
  - ※1時間SP

第11回「不良の髪型」

ルーツ:岩倉具視のちょんまげ
- 中野英雄
- ビビる大木
- 和希沙也

第12回「勝負ブラ」

ルーツ:津田梅子
- 橋本志穂
- ビビる大木
- 矢吹春奈

第13回「宇宙人」

ルーツ:昆虫
- 嶋大輔
- TIM
- 相澤仁美

第14回「SF映画のロボット」

ルーツ:メトロポリスのマリア
- 彦摩呂
- ビビる大木
- 安めぐみ

第15回「漫画における名台詞　恋愛編」

ルーツ:手塚治虫の『拳銃天使』の「いとしいモンスター」
- ビビる大木
- 城咲仁
- 山本梓

第16回「美女アスリート」

ルーツ:木原光知子
- 中田久美
- スピードワゴン
- 大沢あかね

第17回「格闘シーン」

ルーツ:黄飛鴻傳上集
- 肥後克広
- ペナルティ
- 岩佐真悠子

第18回「巨大生物映画」

ルーツ:ロスト・ワールド
- ビビる大木
- 金子貴俊
- 小倉優子

第19回「コミックソング」

ルーツ:川上音二郎の「オッペケペー節」
- ビビる大木
- 宮川大輔
- 片瀬那奈

第20回「ホラー映画の悪役」

ルーツ:カリガリ博士
- ビビる大木
- 金子貴俊
- 磯山さやか

第21回「漫画における名台詞　スポーツ編」

ルーツ:井上一雄の『バット君』の「一人の失敗は全員にせきにんがあるんだッ」
- バット君 - マンガ図書館Z(外部リンク)

- スピードワゴン
- 山咲トオル
- 山本梓

春の拡大SP「沢村一樹のルーツ」

ルーツ:実母のEカップおっぱい
- ビビる大木
- 的場浩司
  - ※2008年4月4日 25:05～26:05の1時間SP

## スタッフ
- 企画：立松嗣章（フジテレビ）
- 構成：田中到、オークラ、ゴウヒデキ、ヒロハラノブヒコ、木下佳奈子、森泉たつひで
- ブレーン：後藤隆一郎
- リサーチ：デーブ八坂、河野有、田上歳三
- ナレーター：大場真人
- SW：田中敏和
- CAM：前田武志、岩佐信史、李京河、大本裕司、平野義男、小山英之
- VE：神田圭子
- VTR：大川智孝
- MIX：中村心
- 照明：関本春香
- 美術プロデューサー：木村文洋
- セットデザイン：野口陽介
- 美術進行：小山千香子
- 大道具：葛西剛太、鈴木康之
- アクリル装飾：中井丈晴
- 電飾：森光一
- メイク：小山暁代、高橋美帆
- スタイリスト：多田佳世
- アニメーション：AC部
- VTR編集：安齋勝広、吉村崇
- MA：長田浩幸
- 音効：平澤亜希（佳夢音）

- デジタルコンテンツ：二宮麻耶子、清水美幸
- 広報：佐々木順子（フジテレビ）
- AD：長島佳之、大塚慎子、関口琴美
- FD：西村隆志
- ディレクター：糸柳亮、伊藤雄太、須藤美佳
- 演出：堀川英男
- プロデューサー：小野寺春佳
- 技術協力：テレテック、千代田ビデオ、IMAGICA
- 美術協力：フジアール
- 制作協力：エーステレビ
- 制作著作：フジテレビ

## ネット局
- フジテレビ（金曜 25:05-25:35）